# André Fernandes de Sousa
André Fernandes de Sousa (ou "Souza") (Pau dos Ferros, Rio Grande do Norte, 30 de novembro de 1903 – Recife, 1 de outubro de 1975) foi um militar e político brasileiro.
Filho de Hipólito Cassiano de Souza e Francisca Fernandes de Souza, nasceu e foi criado na Fazenda Riacho do Meio na cidade de Pau dos Ferros (RN). Era irmão do Coronel Ezequiel Fernandes de Souza.
Durante a época em que foi Coronel do Exército, foi nomeado pelo Interventor Federal Rafael Fernandes para comandar a Polícia Militar do Estado do Rio Grande do Norte entre 1937 e 1943. Foi ainda comandante da 10ª Região Militar entre 1964 e 1965, com sede em Fortaleza,
Nas eleições de 1950, André Fernandes foi eleito o deputado federal mais votado da coligação "União Popular" formada pelos partidos UDN/PST com 12.071 votos, ultrapassando correligionários como Aluízio Alves, José Augusto Bezerra de Medeiros e o suplente Djalma Marinho.
Possuindo a patente de General de Brigada, foi nomeado chefe do Gabinete Militar no governo interino de Ranieri Mazzilli, de 2 a 15 de abril de 1964.
Atualmente, em sua cidade natal, o 7º Batalhão da Polícia Militar recebe seu nome como homenagem.